# Aphytis yanonensis
Aphytis yanonensis är en stekelart som beskrevs av Debach och Rosen 1982. Aphytis yanonensis ingår i släktet Aphytis och familjen växtlussteklar.
Artens utbredningsområde är Frankrike. Inga underarter finns listade i Catalogue of Life.